# Szymon Pośnik

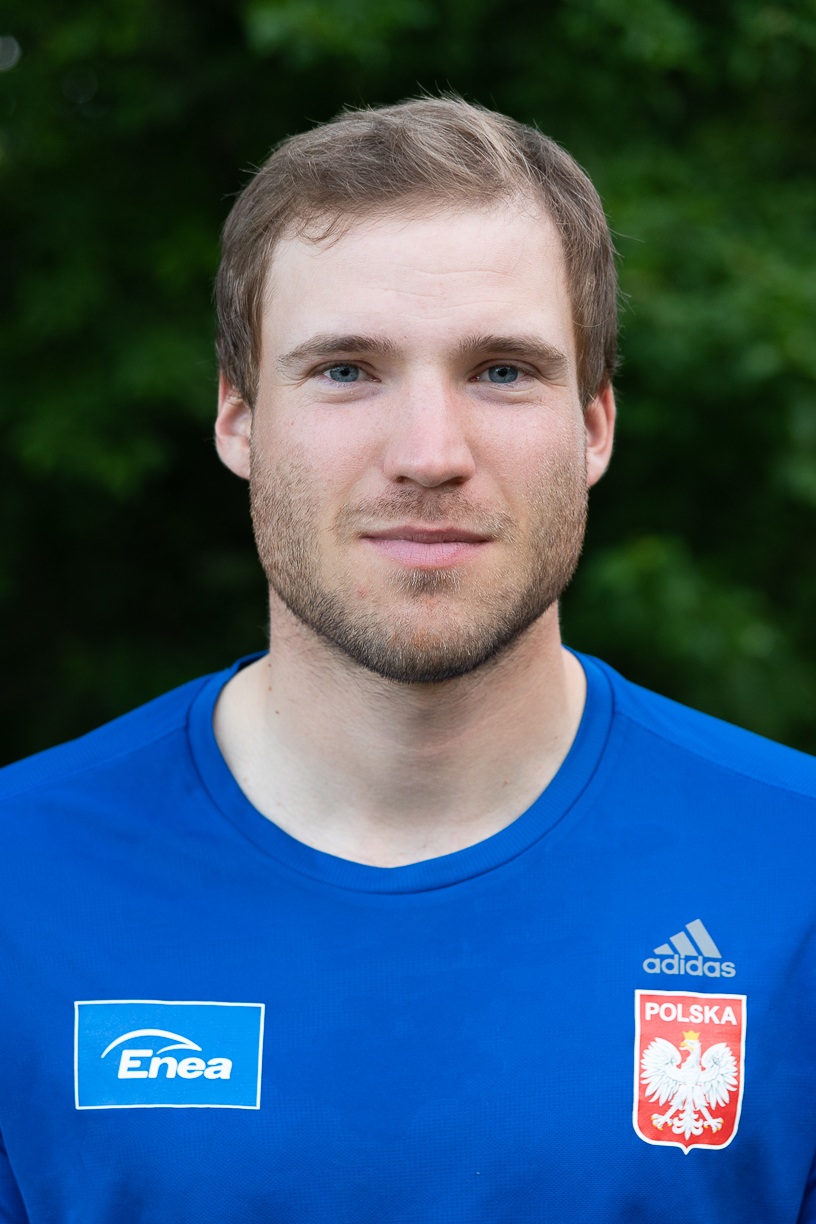
Szymon Pośnik (2019)

Szymon Pośnik (* 15. Juni 1993 in Warschau) ist ein polnischer Ruderer.

## Sportliche Karriere
Szymon Pośnik trat bei den U23-Weltmeisterschaften 2014 mit dem Doppelvierer an und belegte den achten Platz. 2015 in Plowdiw erreichte der polnische Doppelvierer den vierten Platz.
Im Ruder-Weltcup startete Szymon Pośnik erst 2018 zum ersten Mal. Dominik Czaja, Wiktor Chabel, Szymon Pośnik und Maciej Zawojski bildeten den polnischen Doppelvierer. Bei den Europameisterschaften in Glasgow siegten die Italiener vor den Litauern und den Polen. Anderthalb Monate danach fanden in Plowdiw die Weltmeisterschaften 2018 statt, der polnische Doppelvierer erreichte den sechsten Platz. 2019 siegte der polnische Doppelvierer bei allen drei Regatten im Ruder-Weltcup: In Plowdiw mit Fabian Barański, Wiktor Chabel, Mirosław Ziętarski und Mateusz Biskup; in Posen und Rotterdam mit Dominik Czaja, Wiktor Chabel, Szymon Pośnik und Fabian Barański. In dieser Besetzung erkämpften die Polen bei den Weltmeisterschaften 2019 in Linz-Ottensheim die Silbermedaille hinter den Niederländern.
Bei den Europameisterschaften 2020 belegte der polnische Doppelvierer den fünften Platz. 2021 in Varese folgte der vierte Platz. Bei den Olympischen Spielen in Tokio erreichten Czaja, Chabel, Pośnik und Barański als Vorlaufsieger vor den Italienern das Finale. Dort belegten sie den vierten Platz mit 0,3 Sekunden Rückstand auf die drittplatzierten Australier.